# Monthieux
Monthieux ist eine französische Gemeinde mit 673 Einwohnern (Stand: 1. Januar 2022) im Département Ain in der Region Auvergne-Rhône-Alpes. Sie gehört zum Kanton Villars-les-Dombes im Arrondissement Bourg-en-Bresse. Die Einwohner werden Birotans genannt.

## Geografie
Die Gemeinde Monthieux liegt inmitten der Seenlandschaft der Dombes, etwa 35 Kilometer südwestlich der Präfektur Bourg-en-Bresse.
Umgeben ist Monthieux von den Nachbargemeinden Ambérieux-en-Dombes im Nordwesten und Norden, Lapeyrouse im Norden und Nordosten, Saint-Marcel im Osten, Saint-André-de-Corcy im Süden, Civrieux im Südwesten sowie Saint-Jean-de-Thurigneux im Westen.

## Bevölkerungsentwicklung
| Jahr                       | 1962 | 1968 | 1975 | 1982 | 1990 | 1999 | 2006 | 2013 | 2021 |
| Einwohner                  | 192  | 194  | 217  | 247  | 344  | 578  | 591  | 669  | 682  |
| Quellen: Cassini und INSEE |      |      |      |      |      |      |      |      |      |

## Sehenswürdigkeiten
- Kirche Saint-Pierre (Monument historique)
- Schloss Le Breuil-de-Monthieux

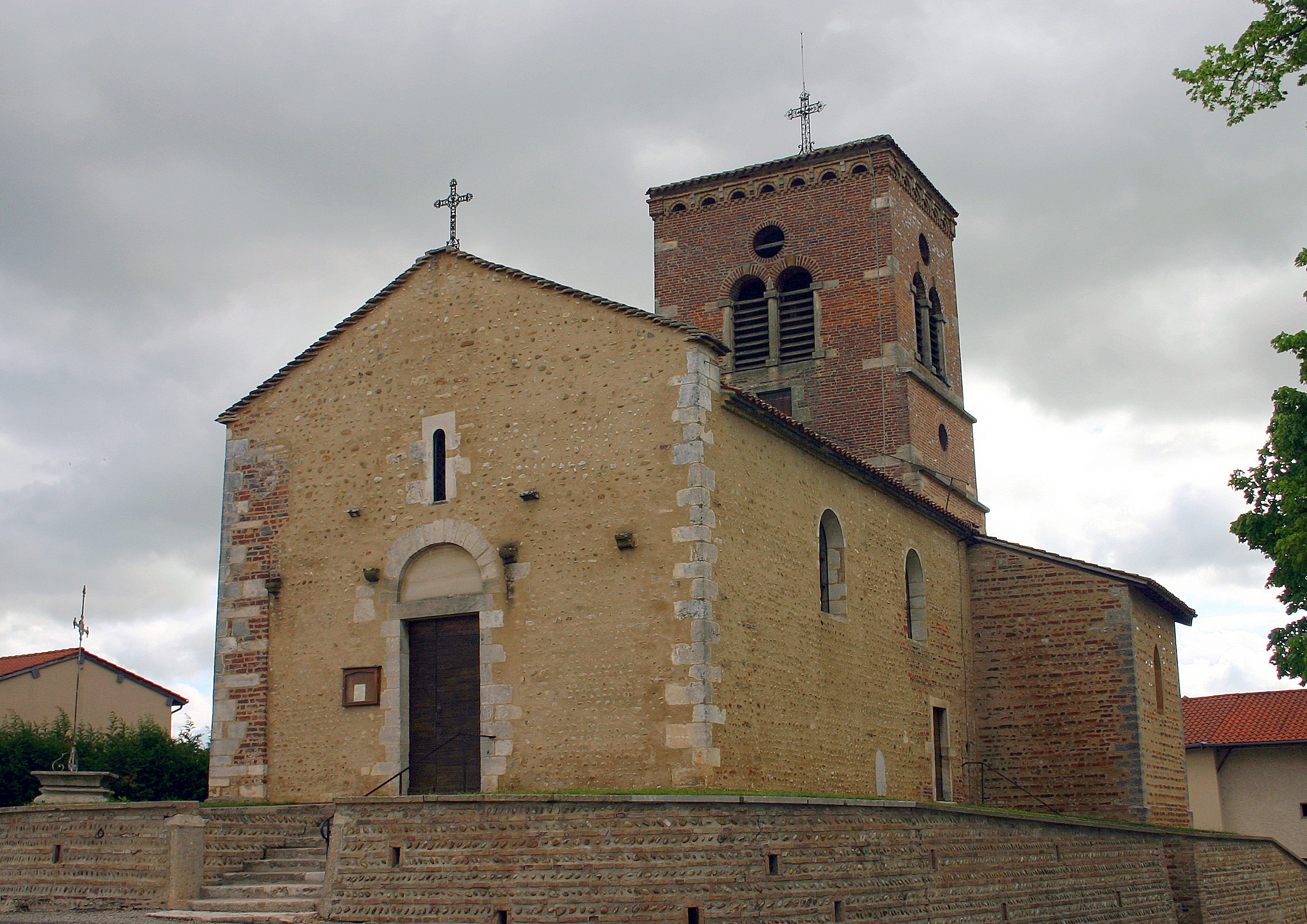
Kirche Saint-Pierre
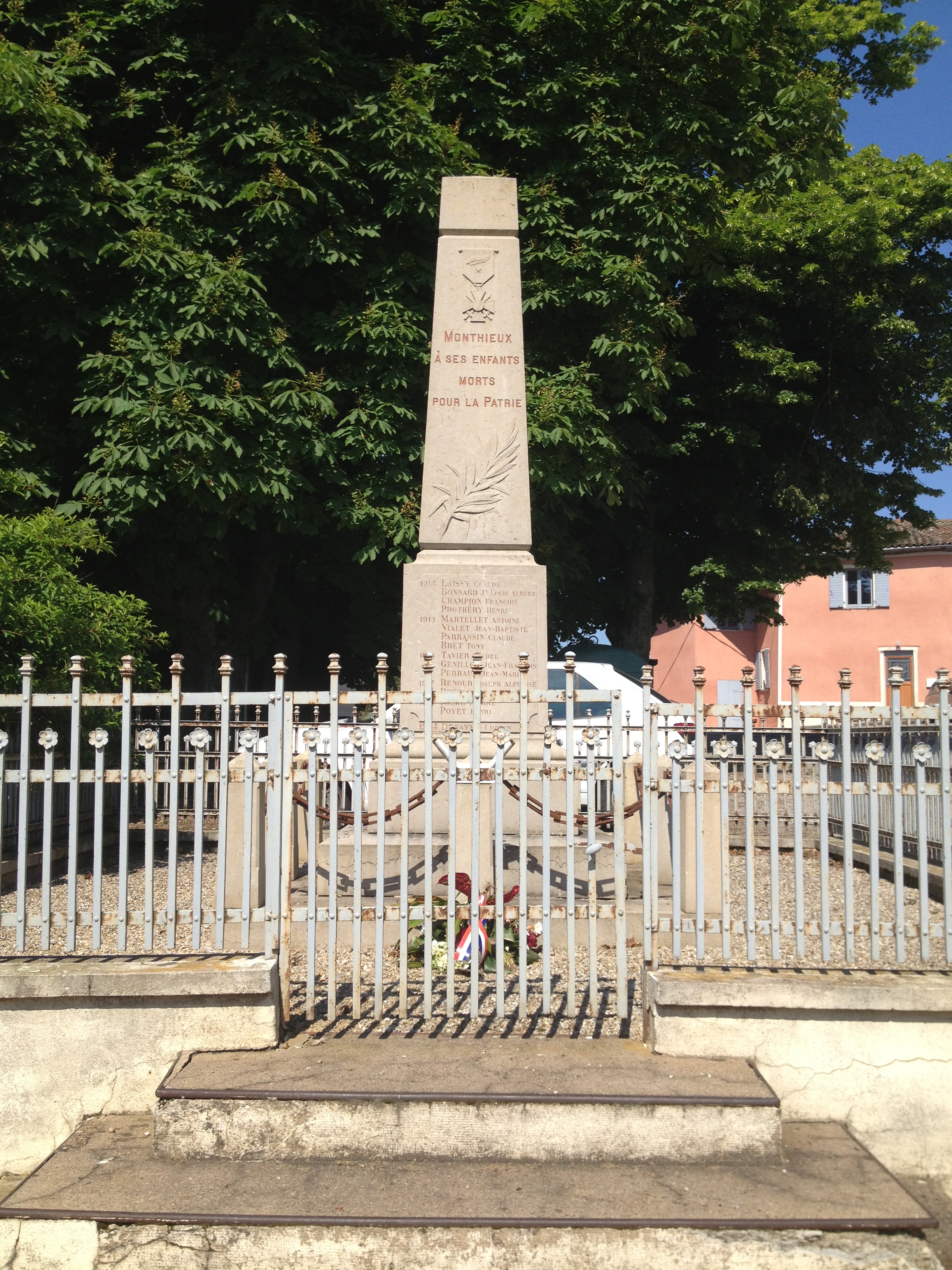
Gefallenendenkmal